# Catedral de Cumaná
La Catedral de Cumaná o también llamada Catedral Metropolitana del Sagrado Corazón de Jesús es una iglesia catedral católica que se encuentra ubicada en la calle Rivas, frente a la Plaza Andrés Eloy Blanco, en la ciudad de Cumaná, capital del Estado Sucre (Venezuela).

## Historia
El templo sigue el rito romano o latino y es la sede de la Arquidiócesis de Cumaná (Archidioecesis Cumanensis) que fue elevada el 16 de mayo de 1992 mediante la bula Necessitate adducti del papa Juan Pablo II. Los orígenes de esta diócesis se remontan al año 1519 con la creación de la Diócesis de Paria con sede en esta ciudad y con Pedro Barbirio como obispo, no concretándose hasta 1922.

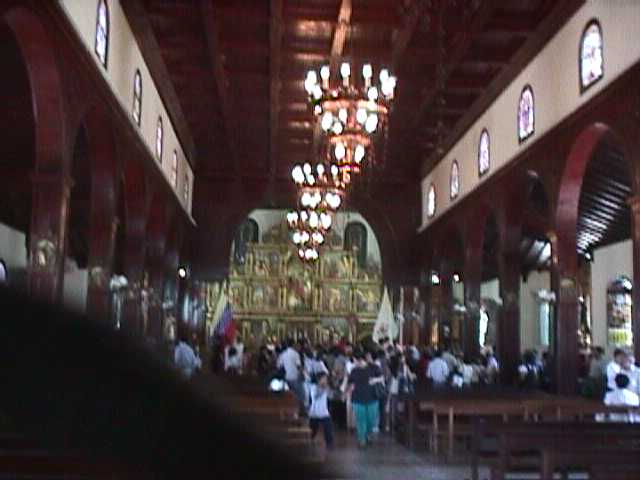
Vista interna de la Catedral

La catedral de Cumaná empezó a ser construida en el siglo xviii con el nombre de Seo Cordis Iesu (Sede del Corazón de Jesús). En 1929, un terremoto destruyó parcialmente la edificación, pero la misma fue restaurada en 1936. Fue diseñada por monseñor Breckman, quien también trajo las maderas que forman la catedral desde las montañas de Cariaco.
La catedral es una construcción de estilo neoclásico, con retablos de madera y figuras religiosas traídas desde España. Es catedral metropolitana desde 1989.